# Ingo Heidbrink
Ingo Heidbrink (* 1968) ist ein deutscher Schifffahrtshistoriker, der an der Old Dominion University in Norfolk (Virginia) (USA) als Professor of History tätig ist. Von 2009 bis 2013 war er zudem Graduate Program Director des MA Program in History der ODU. Heidbrink ist zudem Honorary Research Fellow am Maritime Historical Studies Centre (Blaydes Maritime Centre) der Universität Hull. Seit Sommer 2021 ist er zudem Institutsleiter (Chair) des Department of History der Old Dominion University.

## Werdegang
Heidbrink studierte an der Universität Hamburg in den Fächern Sozial- und Wirtschaftsgeschichte, Geographie sowie mittlere und neue Geschichte. Ab 1996 war er im Deutschen Schiffahrtsmuseum tätig. Drei Jahre später erhielt Heidbrink seinen Doktortitel mit der Dissertation Deutsche Binnentankschiffahrt 1887–1994. Die Dissertation wurde von Ulrich Troitzsch betreut.
Er ist Spezialist für Fischereigeschichte, Museumsschiffe, Methodik schifffahrtshistorischer Forschung sowie Geschichte der europäischen Binnenschifffahrt und Schifffahrtsgeschichte im interdisziplinären Kontext. Heidbrink arbeitete vor seiner Tätigkeit in den Vereinigten Staaten neben der Tätigkeit am Deutschen Schiffahrtsmuseum an der Universität in Bremen, wo er auch im Januar 2004 habilitierte. In den Jahren 2003 und 2007 war er als Gastdozent an der Ilisimatusarfik in Nuuk, Grönland tätig. 2008 erhielt er einen Ruf der Old Dominion University als Associate Professor of Maritime History, wurde dort im Jahr 2009 zum Graduate Program Director des Graduiertenprogramms des historischen Instituts ernannt und erhielt im Sommer 2010 die Beförderung zum Full Professor bzw. Professor of History. Seitens der Universität Hull wurde er zum Honorary Research Fellow des dortigen Maritime Historical Studies Centre (Blaydes Maritime Centre) berufen. Zudem ist er Mitbegründer der Bremen International Graduate School for Marine Sciences – Global Change in the Marine Realm GLOMAR, einer interdisziplinären und interinstitutionellen Doktorandenschule an der Universität Bremen. Im Jahr 2010 wurde Heidbrink zusätzlich zum Research Fellow am Rachel Carson Center in München berufen.

## Internationale wissenschaftliche Organisationen
Heidbrink ist in internationalen wissenschaftlichen Organisationen im Bereich der Schifffahrtsgeschichte tätig. Im Jahr 2005 wurde er zum Assistant Secretary General der International Commission for Maritime History (ICMH) gewählt. Im September 2009 wurde er Acting Secretary General der ICMH nachdem die bisherige Amtsinhaberin zurücktrat und wurde im August 2010 als Secretary General der ICMH bestätigt. Außerdem ist er einer der zwei Präsidenten der North Atlantic Fisheries History Association (NAFHA) und Expert Member des International Polar Heritage Committee (IPHC), als eines der 28 internationalen wissenschaftlichen Komitees von ICOMOS.

## Veröffentlichungen (Auswahl)
Monographien
- Schrott oder Kulturgut. Zur Bewertung historischer Wasserfahrzeuge aus der Perspektive des Historikers. Bestandserfassung – Bewertung – quellengerechte Erhaltung. Lage/Lippe 1994
- Deutsche Binnentankschiffahrt 1887–1994. Convent. Hamburg 2000
- together with: Werner Beckmann, Matthias Keller: … und heute gibt es Fisch – 100 Jahre Fischindustrie und Fischgroßhandel in Schlaglichtern. Hauschild. Bremen 2003
- „Deutschlands einzige Kolonie ist das Meer“. Die deutsche Hochseefischerei und die Fischereikonflikte des 20. Jahrhunderts. Convent. Hamburg 2004

Herausgegebene Publikationen
- Konfliktfeld Küste – Ein Lebensraum wird erforscht. (= Hanse-Studien, Bd. 3). Oldenburg (BIS) 2003
- The „Barcelona Charter“. European Charter for the Conservation and Restoration of Traditional Ships in Operation. Hauschild. Bremen/Andijk 2003
- together with David J. Starkey, Jon Th. Thor: A History of the North Atlantic Fisheries: Vol. 1, From Early Times to the mid-Nineteenth Century. Hauschild u. Deutsches Schiffahrtsmuseum. Bremen 2009

Artikel
- Vocational training in the German Deep-Sea Fishing Industry. In: International Journal of Maritime History. Vol. XI, 1999, No. 2. pp 143–153
- Museumsschiffe Baujahr 1999. Anmerkungen zum Wiederaufbau historischer See- und Binnenschiffe. In: Deutsches Schiffahrtsarchiv. 22, 1999, S. 43–58
- Kaitai ka hozon ka. Doitsu ni okeru ogata konsen no hozon ninen to hekishi keiken to jitsurei. In: Miraini tsunagu jinnouino waza 2. Senpaku no hozon shutuku. Tokyo 2002. pp 58–70
- Ibunka kann ni okeru kaiji isan no hozon ni tsuite. Nihon to EMH to no kagakutekikoryu. In: Miraini tsunagu jinnouino waza 2. Senpaku no hozon shutuku. Tokyo 2002. pp 143–145
- Det tyske havgående fiskeri og Grønland: vejen til et gennembrud for det internationale fjernfiskeri. In: Ilisimatusarfik (Ed.): Grønlandsk kultur-og samfundsforskning 2003. Nuuk 2004. pp 57–69
- Historic Ship Safety. In: Starkey, David J., Hahn-Pedersen, Morten (Eds.): Bridging Troubled Waters. Conflict and Co-operation in the North Sea Region since 1550. 7th North Sea History Conference, Dunkirk 2002. Esbjerg 2005. pp 221–225
- The Oceans as the Common Property of Mankind from Early Modern Period to Today. In: History Compass. Vol. 6 (2008). Link
- Til Nordpolen! Om Den første tyske Polarekspedition 1868 – og om det stadig eksisterende ekspeditionsskip „Grönland“. In: Ilisimatusarfik (Ed.): Grønlandsk kultur-og samfundsforskning 2008-09. Nuuk 2009. 191–203.
- Beyond the North Sea – The Emergence of Germany’s Distant-Water Trawling Industry. In: Starkey, David J., Thorleifsen, Daniel, Robinson, Robb (Eds.): Conflict, Overfishing and Spatial Expansion in the North Atlantic Fisheries, c. 1400–2000. (=Studia Atlantica 6). Hull 2010.
- A Second Industrial Revolution in the Distant Water Fisheries? Factory-Freezer Trawlers in the 1950s and 1960s. In: International Journal of Maritime History. Vol. XXIII, 2011, No. 1, 179–192.